# Joseph Davies
Joseph Edward Davies (ur. 29 listopada 1876, zm. 9 maja 1958) – dyplomata amerykański, w latach 1919–1920 był doradcą prezydenta W. Wilsona na konferencji pokojowej w Paryżu. Od 21 stycznia 1937 do 11 czerwca 1938 był ambasadorem w ZSRR (jego poprzednikiem na tym stanowisku był pierwszy ambasador USA w ZSRR William Bullitt). Następnie Joseph Davies był ambasadorem USA w Belgii. W okresie II wojny światowej realizował wiele misji dyplomatycznych na polecenie prezydentów Roosevelta i Trumana.
Autor książki My mission to Moscow, usprawiedliwiającej moskiewskie procesy pokazowe okresu wielkiej czystki w ZSRR i gloryfikującej Józefa Stalina. Na podstawie książki w czasie II wojny światowej zrealizowano prosowiecki film fabularny, którego Davies był konsultantem i który osobiście zaprezentował Stalinowi podczas wizyty w Moskwie.
Politycznie był związany z Partią Demokratyczną.